# Arroyo House
El arroyo House es un río de agua de deshielo glacial de un 1,5 kilómetros de largo, que está ubicado en el valle Taylor en la Tierra de Victoria en la Antártida Oriental. Desde una altura de 350 m el río fluye desde el flanco noreste del glaciar Suess en dirección sur a lo largo de la base de ese glaciar hasta la esquina noroeste del lago Chad.
El Comité Consultivo sobre Nomenclatura Antártica lo nombró en 1996 en honor al hidrólogo Harold R. House del Servicio Geológico de Estados Unidos, miembro del Programa de Investigación Ecológica a Largo Plazo durante cuatro campañas de verano antárticas a partir de 1993, quien ayudó a establecer estaciones de medición en los afluentes del lago Bonney y del lago Hoare.